# فرناندو سيبيدا أولوا
فرناندو سيبيدا أولوا (بالإسبانية: Fernando Cepeda Ulloa)‏ هو محامي ودبلوماسي كولومبي، ولد في 28 يناير 1938 في بوغوتا في كولومبيا.